# Sophira kurahashii
Sophira kurahashii är en tvåvingeart som beskrevs av Hardy 1980. Sophira kurahashii ingår i släktet Sophira och familjen borrflugor. Inga underarter finns listade i Catalogue of Life.